# Хоммердинген
Хоммердинген (нем. Hommerdingen) — община в Германии, в земле Рейнланд-Пфальц. 
Входит в состав района Айфель-Битбург-Прюм. Подчиняется управлению Нойербург.  Население составляет 54 человека (на 31 декабря 2010 года). Занимает площадь 2,04 км².